# Виноградовка (Болградский район)
Виногра́довка (до 1945 года Курчи́й, гаг. Kurçu) — село в Болградском районе Одесской области Украины.

## География Виноградовки
Расположено в 7 километрах к западу от Болградского районного центра. С юго-восточной стороны меньшая часть села омывается пресноводным озером Ялпуг. Основная территория Виноградовки расположена на возвышенной местности (57 м). Отсюда и его прежнее название — Курчий (с ногайского: Çükür — затылок, возвышенность). Через село проходит национальная магистраль Болград-Измаил. Также действует приграничная с Молдавией магистраль Виноградовка-Вулканешты. Площадь жилой территории села составляет 3960 га. Общая площадь землевладений — 6962,7 га. Всего в Виноградовке 1198 домов и 20 улиц.

## Основание
Виноградовка была основана предположительно в 1811 году. Точной даты основания села не существует. Жители села отмечали день рождения села традиционно осенью. Однако, в 2007 году на исполкоме сельского совета Виноградовки было решено присвоить селу дату основания 6 мая. Для села эта дата символична, так как именно в этот день виноградовские православные чествуют святого Георгия Победоносца, который является небесным покровителем Виноградовки. Чествования проходят в местной церкви, построенной в 2001 году на средства сельчан и названной его именем.

## История
В XVIII веке на территории села располагалось селение татар-ногайцев с названием Чюкюр (ног. Çükür). В начале XIX века территория Виноградовки использовалась Российской империей, как один из плацдармов для переправки русской армии в Молдавию во времена русской-турецкой войны 1806—1812 гг.. Чтобы укрепить власть над Бессарабией с изгнанием турок с этой территории во время русско-турецкой войны, русский царь решил выделить для болгарских семей земли в южной части Бессарабии. После окончания войны на территорию Виноградовки поселились некоторые русские солдаты с семьями. Также сюда переселялись жители северо-восточной Болгарии. Большинство из переселенцев были гагаузами из села Гяур-Сюютчук Балчицкой околии из Болгарии. Первые поселенцы остановились у пепелища бывшего селения татар-ногайцев, называвшегося Чюкюр. После подписания Бухарестского мирного договора 16/28 мая 1812 года между Российской империей и Османской империей, Россия освободила от турок территорию к востоку от Молдавии между реками Прут и Днестр.
1 сентября 1944 года село Курчий было переименовано в село Виноградовка, тем не менее гагаузы и болгары на своих языках по-прежнему называют село Курчу и Курчий соответственно. Выбор нового названия Виноградовка был связан с местным изобилием виноградных плантаций.

### Румынская оккупация
17 июля 1941 года, когда основные войска СССР были сосредоточены в сражении с немецко-фашистскими оккупантами, румыно-фашистские оккупанты захватили село и более трёх лет хозяйничали в нём. Они фактически устроили рабовладение, использовав местную рабочую силу для труда. Сельчане подвергались жестокому обращению. Заработные платы работникам не выплачивались, вместо этого они довольствовались лишь минимальным питанием. 24 августа 1944 года село было освобождено.

## Население и национальный состав
В 1847 году в селе проживало 122 семьи, 973 человека. К концу XIX века село стало одной из крупнейших колоний, в которой проживало 1300 человек. В настоящее время в Виноградовке проживают в основном гагаузы. Есть также болгары, молдаване, украинцы, русские. Сейчас общая численность населения села составляет 4498 человек.
По данным переписи населения Украины 2001 года распределение населения по родному языку было следующим (в % от общей численности населения):
По Виноградовскому сельскому совету: украинский — 1,66 %;русский — 7,34 %; белорусский — 0,03 %; болгарский — 3,31 %; армянский — 0,15 %; гагаузский — 86,21 %; молдавский — 0,71 %; цыганский — 0,18 %.
В селе действуют 8 религиозных общин — православная, две пятидесятнические, две баптистские (ВСЦ ЕХБ и МСЦ ЕХБ), две адвентистские (АСД и реформистов) и собрание Свидетелей Иеговы.

## Экономика и инфраструктура
27 ноября 1946 года в селе был организован колхоз «8 Марта». В нём объединились 49 крестьянских хозяйств. В октябре 1947 года организован ещё один колхоз — «Колхоз имени Будённого». В январе 1948 года образован третий колхоз — «Колхоз имени 30-летия Советской власти Украины». 13 октября 1954 года все три коллективных хозяйства были объединены в одно.
В сельскохозяйственных предприятиях трудоустроено 249 чел., в медицине — 76, в сфере образования — 84; в строительстве — 120. Всего работников в социальной сфере труда — 260 чел. В настоящее время селе функционируют два частных сельскохозяйственных предприятия и одно государственное. В состав государственного предприятия входят десять фермерских хозяйств, частным принадлежат — два. Большинство виноградовцев занимаются виноградарством, выращиванием овощных культур и насаждением плодовых деревьев. В сельхозпредприятиях выращивают пшеницу, кукурузу, подсолнух и др. Некоторые жители занимаются рыболовством.
В Виноградовке имеются: Учреждение Общего Среднего Образования им. А. А. Банева, детский сад «Родничок», Дом культуры, 3 библиотеки, 2 почтовых отделений , 3 спортивных стадиона, 2 мельницы, 2 пекарни, аптека, амбулатория, церковь и музей.

## Культура
В 80-90-е годы село переживало культурный бум. В местном Доме культуры действовали почти все жанры народного творчества: танцы, вокал, хоровое пение, драматический, художественное слово, духовой народный оркестр. В селе действовал вокально-инструментальный коллектив «Севгилим». Во всех концертных выступлениях обязательным было участие хора. В них пели не менее 40-50 человек, которые являлись работниками социальной сферы. В селе также проводились многочисленные огоньки, концерты, фестивали. В 1995 году в Виноградовке был проведён грандиозный фестиваль — Международный фестиваль народных коллективов. За два месяца был организован самодеятельный народный коллектив «Оглан». В том же году коллектив был премирован поездкой на Международный фестиваль в Турцию в город Герисун.
В настоящее время в Виноградовке часто проходят культурно-спортивные мероприятия, которые спонсируют местные сельскохозяйственные предприятия.

## Языки общения
Основными языками общения для виноградовцев служат гагаузский (южный диалект), также русский, болгарский (местный диалект) и молдавский.